# Blejani, Argeș
Blejani este un sat în comuna Vedea din județul Argeș, Muntenia, România.